# Phalacrichus punctatus
Phalacrichus punctatus är en skalbaggsart som beskrevs av Wooldridge 1982. Phalacrichus punctatus ingår i släktet Phalacrichus och familjen lerstrandbaggar. Inga underarter finns listade i Catalogue of Life.